# مسجد سيدي الأنصاري
مسجد سيدي الأنصاري هو مسجد من مساجد مدينة تونس، يوجد بشمال المدينة، بربض باب سويقة.

## الموقع
يقع المسجد بنهج القعّادين عدد 43.

## التّسمية
استمدّ تسميته من الولي الصّالح سيدي الأنصاري الذي كان ينتمي لعائلة الرّصاع أو الأنصاريون ويوجد ضريحه بالمسجد.

## التّاريخ
تمّ بناؤه سنة 1905 ميلادي الموافق ل1321 هجري على يد محمد الهادي باي، والذي حكم تونس من 11 جوان 1902 إلى 11 ماي 1906.

## معرض الصّور

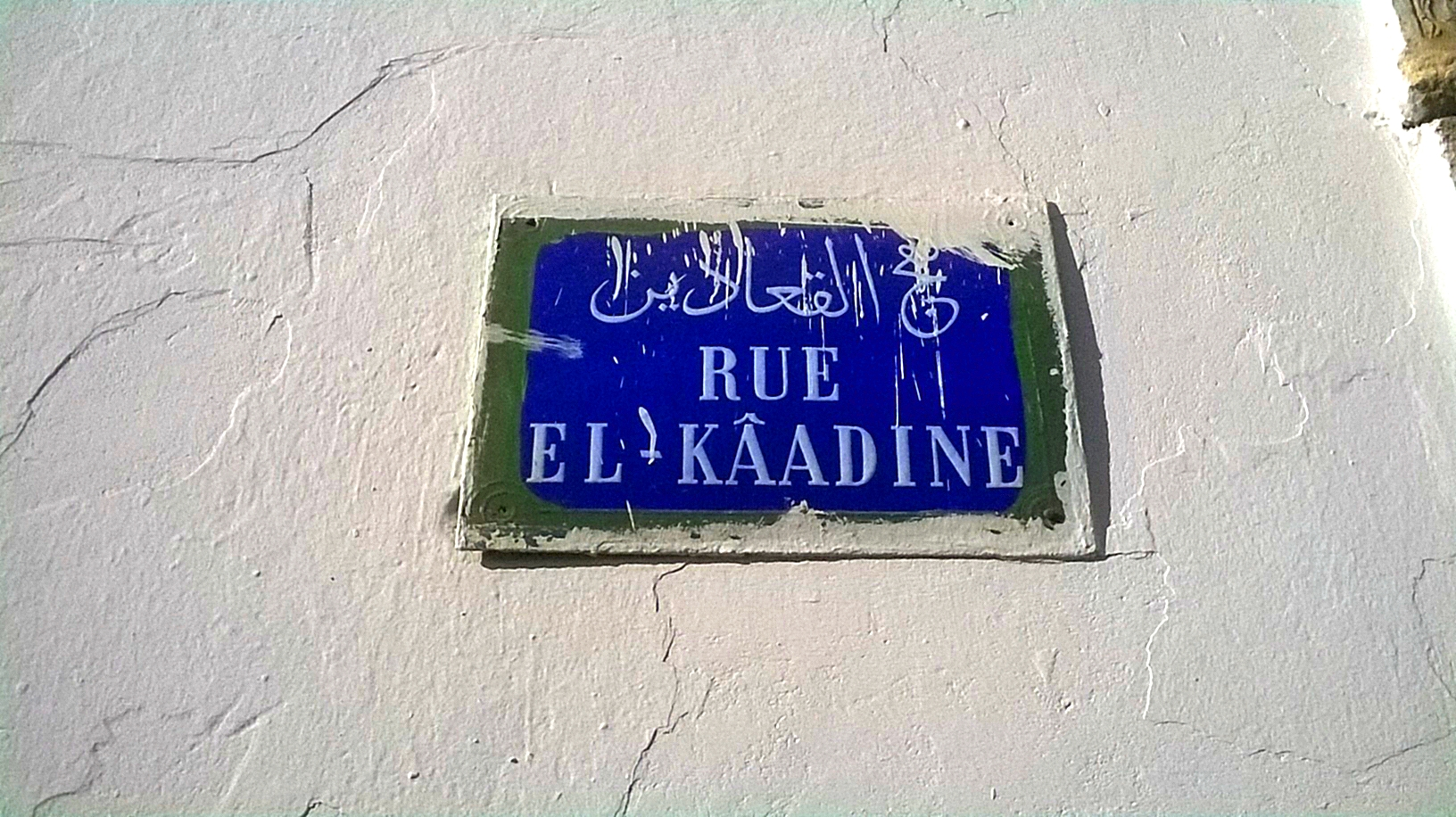
نهج القعّادين
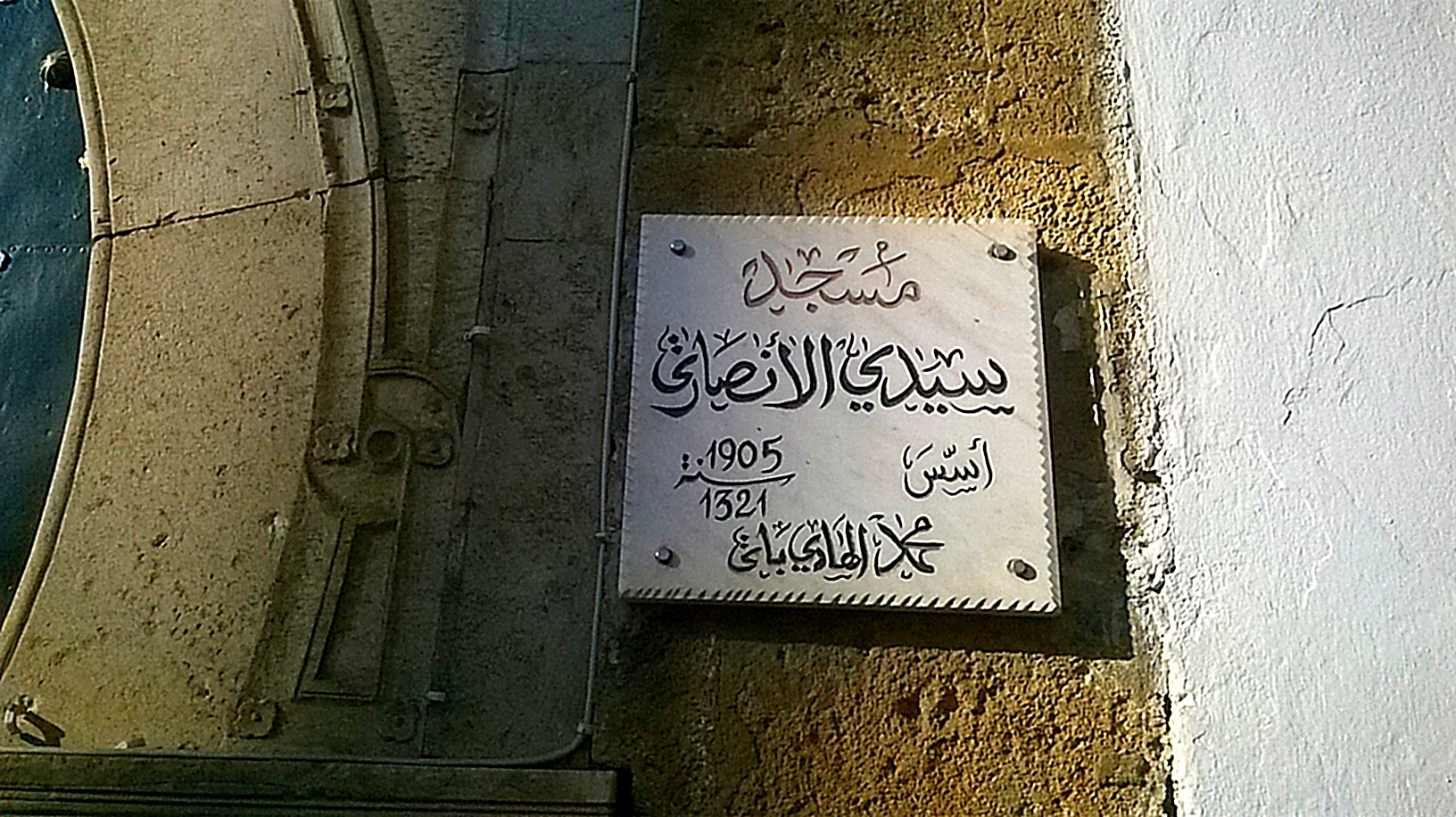
لوحة كتب عليها تاريه بناء المسجد